# Nitrome
Nitrome (Nitrome Limited) és una companyia de creació de jocs Adobe Flash, amb seu independent a Londres. Els seus jocs són fàcilment reconeguts pel seu típic píxel art i la semblança a dibuixos animats, encara que els seus primers jocs tenen uns gràfics no gaire identificables. Va ser creat per Mat Annal i Heather Stancliffe, dos dissenyadors gràfics que teníen la intenció de crear jocs per a mòbils. En canvi, van fer servir internet com a via de publicació i des d'aleshores han seguit creant jocs, amb un màxim de dos jocs mensuals. Els seus jocs són publicats a la seva web, i normalment estan disponibles per publicar en altres webs entre les quals es troben miniclip.com i Mtv arcade Arxivat 2014-04-24 a Wayback Machine.. Alguns d'ells es poden jugar amb el sistema TOUCHY (programa per utilitzar telèfons intel·ligents com a comandaments).

## Història
La creació de Nitrome deriva d'una conversa entre Mat Annal i Heather Stancliffe, en la qual Mat va suggerir de crear jocs per a telèfons mòbils. Heather va vacil·lar, però Mat el va convèncer que seria una bona idea. El lloc web temporal per al seu proper projecte es va crear el 3 d'abril de 2005, amb una vista prèvia en vídeo de Chick Flick, el seu primer joc. El 20 de maig de 2005, el germà de Mat, Jon Annal, es va unir al projecte per ajudar-los amb el píxel art.

## Jocs (ordenats cronològicament)
Fent clic sobre el títol de cada joc s'accedeix al mateix, a nitrome.com.
- Hot Air: El jugador controla un globus mitjançant un molinet de vent que l'impulsa en la direcció contària a la seva posició respecte al globus, per fer-lo passar a través de nombrosos escenaris plens de trampes.
- Sandman: El jugador crea monticles de sorra per ajudar a escapar els somnàmbuls.
- Chick Flick: Es controla un esquirol que ha de fer rebotar ocells que cauen per encistellar-los dins un niu.
- Roly Poly: S'ha de fer arribar un eriçó a la meta, girant l'escenari sencer amb el ratolí per tal que l'animal passi a través dels perills.
- Feed me: El jugador controla una planta carnívora que ha de passar pels diferents nivells menjant insectes i mossegant el terra o les parets per moure's.
- Gift Wrapped: La meta del joc és trobar la llaminadura seleccionada enmig d'una pila on n'hi ha de moltes varietats.
- Scribble: Semblant a Sandman. El jugador dibuixa línies en els escenaris perquè uns personatges anomenats blots puguin passar esquivant els enemics i els perills.
- Frost Bite: Es controla un esquimal que posseeix un ganxo amb el qual ha d'escalar una muntanya, evitant enemics o perills.
- Tanked Up: Un joc de carreres on es controla un tanc que competeix contra altres tancs per arribar el primer a la meta.
- Magic Touch: El jugador dibuixa els símbols que porten a sobre els monstres que cauen, per debilitar-los i evitar que accedeixin al castell.
- Skywire: Es controla un telecadira que passa per diversos escenaris plens de trampes i perills, esquivant-los per dur els ocupants fins a la meta.
- Space Hopper: Es controla un astronauta que va saltant per planetes i astres, esquivant enemics. S'han de recollir totes les estrelles a cada nivell per poder passar al següent.
- Dangle: El jugador controla una aranya penjada del seu fil amb el ratolí, amb la meta de fer-la baixar fins al terra de cada nivell.
- Hot Air 2: Seqüela del joc Hot Air, amb la mateixa mecànica de joc i nous nivells, enemics i perills.
- Square Meal: Es controla un monstre verd que a cada nivell ha de menjar-se tots els menjars i enemics que hi ha.
- Toxic: El jugador controla un home amb un vestit de protecció nuclear a través de diversos nivells, esquivant els residus tòxics i els robots malvats, mentre s'obre pas pels escenaris amb diferents tipus de bombes.
- Yin Yang: El jugador controla, alternadament, dos personatges de colors diferents (blanc i negre), duent-los a través de l'espai del seu color contrari per obrir-se pas fins a la meta, ajudant, a més, el personatge contrari.
- Nanobots: El jugador utilitza tres tipus d'armes diferents per debilitar les hordes de micro-enemics.
- Off The Rails: El jugador controla dos cactus sobre una vagoneta de tracció manual per aconseguir arribar al final de cada nivell sense tocar cap enemic.
- Headcase: Es controla un noi amb un gran cap, que és capaç d'impulsar-se perpendicularment respecte al terra sobre el qual es troba; d'aquesta manera s'ha d'arribar al final de cada nivell.
- Pest Control: S'utilitza un matamosques per eliminar les plagues i completar missions en els diferents nivells del joc.
- Twang: S'ha de dur una pilota negra anomenada Twang fins a la meta, cosa que s'aconsegueix estirant i movent les cordes i construccions de cada nivell per impulsar-la i moure-la.
- Thin Ice: El jugador controla un esquimal que ha de tallar el gel amb els seus patins amb l'objectiu d'enfonsar els enemics que hi ha repartits a cada nivell.
- Snow Drift: Es controla un ieti que llisca per sobre el gel i la neu fins a arribar al final del nivell.
- Jack Frost: La meta de cada nivell és congelar-ho tot, caminant-hi per damunt amb el personatge blau que es controla.
- Aquanaut: Es controla un submarí i se'l fa arribar fins al tresor enfonsat de cada nivell esquivant els enemics o llançant-los bombes.
- Go Go Ufo: Joc de carreres en què es controla un petit OVNI que ha de fer tres voltes al circuit i arribar a la meta en el menor temps possible.
- Dirk Valentine: El jugador controla en Dirk Valentine, un soldat que s'infiltra a la fortalesa de vapor del Baró per derrotar-lo. Es disposa d'una cadena que, en ser disparada, crea ponts o mata enemics i ajuda a arribar al final de cada nivell.
- Magneboy: El jugador controla un robot amb poders magnètics, amb els quals mou els elements de cada escenari per arribar a la meta de cadascun.
- Cheese Dreams: Es controla una lluna de formatge que rebota ininterrompudament i que ha estat capturada per ratolins de l'espai exterior. La finalitat del joc és escapar de la seva nau superant cada nivell.
- Snot Put: Amb el ratolí s'agafa i es llança un moc verd per intentar assolir la màxima distància possible.
- Knuckleheads: Es controlen dos caps units per una cadena amb la meta de fer-los girar fins al final de cadascun dels diversos nivells.
- Skywire 2: Segona part del joc Skywire amb la mateixa mecànica de joc, però amb nivells diferents i nous perills.
- Small Fry: Hi ha quatre tipus de personatges amb habilitats diferents, que han de superar els obstacles de cada nivell per arribar a la meta.
- Mutiny: Joc d'estratègia per torns en què s'ha d'eliminar l'equip contrari utilitzant un ampli inventari d'armes i trampes diferents.
- Final Ninja: Es controla un ninja que pot penjar-se del sostre i saltar per les parets; amb aquestes habilitats s'ha d'arribar a la meta de cada nivell.
- Onekey: Amb un sol botó del teclat es controlen tots els mecanismes de cada escenari, amb els quals s'ha d'interaccionar per aconseguir fer arribar a la meta el patit membre d'una tribu que no deixa de caminar.
- Mallet Mania: És una mena de joc de golf on s'ha de propulsar la bola fins al forat (la meta) a cada nivell, esquivant obstacles i trampes.
- Dog House: S'han de moure les diferents estances en les direccions permeses de manera que el gos pugui arribar fins al menjar.
- Numbskull: La finalitat del joc és dur el crani cap al seu cos, cosa que es fa girant la porció de terra prèviament seleccionada.
- Bomba: Amb el ratolí es mou el petit personatge, i amb el botó esquerre s'utilitzen poders, com per exemple bombes. S'ha d'evitar tocar res per no perdre una vida.
- Flipside: Joc de carreres on els cotxes es poden moure tant per terra com per les parets i el sostre. S'ha d'arribar el primer a la meta de cada nivell, competint contra tres altres cotxes.
- Toxic 2: Seqüela de Toxic amb la mateixa mecànica de joc; amb més nivells i nous enemics, i més tipus de bombes diferents.
- Fat Cat: Es controlen, simultàniament, un gat (amb el teclat) que dispara un gran làser i un mussol (amb el ratolí) que dispara petits projectils. Combinant els seus poders s'ha de creuar la meta de cada nivell.
- Frost Bite 2: Seqüela del joc Frost Bite, que es juga igual però té nivells nous. A més, ara hi ha la possibilitat d'entrar dins de coves.
- Icebreaker: Amb el ratolí es pot tallar el gel i altres elements de l'escenari. Fent això s'ha d'aconseguir, a cada nivell, de dur els vikings que s'han perdut de nou al vaixell.
- Pixel Pop: A cada nivell hi ha un personatge que fa una o més accions, que s'han de realitzar al ritme de la música per no perdre.
- Flash Cat: Joc de carreres tridimensional en què es controla un gat que condueix un vehicle amb cames; s'ha de creuar la línia de meta de cada nivell per passar al següent, esquivant enemics i evitant caure en el buit.
- Twin Shot: El jugador controla un gat alat que dispara fletxes. A cada nivell s'han d'eliminar tots els enemics per poder avançar al següent.
- Mirror Image: S'ha de dur el bruixot fins a la meta, travessant cada escenari amb els seus poders de teleportació.
- Glass Works: S'han d'escalar els escenaris de vidre passant per davant i per darrere d'aquest, i esquivant les trampes i els enemics.
- Icebreaker Red Clan: Segona part del joc Icebreaker. Té la mateixa mecànica, però hi ha nous elements amb què interaccionar.
- Rustyard: La meta del joc és dur un robot que camina constantment fins al final dels nivells, interaccionant amb els diferents elements de cada escenari per crear-li camins o obrir-li pas en un entorn oxidat.
- Final Ninja Zero: Preqüela de Final Ninja que es juga de la mateixa manera. Hi ha nous nivells i enemics a esquivar.
- Powerup: Amb els elements dispersos per l'escenari s'ha de crear un circuit per transmetre electricitat entre els transformadors.
- Cosmic Cannon: S'ha d'aconseguir mantenir una pilota a l'aire el màxim temps possible disparant-li més pilotes.
- Droplets: El jugadors deixa anar uns éssers anomenats droplets, que poden caure en picat o bé planejant, des del damunt de l'escenari, perquè baixin fins a les plataformes de punts.
- Double Edged: Joc de lluita ambientat en l'antiga Grècia en què s'han d'eliminar els enemics i éssers malvats de la mitologia grega.
- Castle Corp: L'objectiu del joc és eliminar l'equip contrari de cavallers llançant-los els del mateix equip perquè hi impactin.
- Parasite: Es controla un paràsit que ha arribat a un bonic planeta boscós des de l'espai, i que té el poder de controlar els animals d'aquest planeta. S'han d'utilitzar les diferents habilitats de cada animal per desbloquejar tots els punts de control de cada nivell.
- Twin Shot 2: Seqüela de Twin Shot, amb la mateixa mecànica i nous enemics i nivells (distribuïts en dos paquets, "Nivells Bons" i "Nivells Malvats").
- Rockitty: Es controla un gat perdut a l'espai que ha de retornar a la seva nau a cada nivell, amb el poder de rebotar a la majoria de les parets.
- Nebula: El jugador ha d'ajudar una petita estrella a navegar l'espai de manera segura i així arribar al final de cada nivell.
- Cave Chaos: Es controla una mena de ratolí atrapat dins una cova de la qual ha d'escapar arribant al final de cada nivell abans que el terra desaparegui.
- Graveyard Shift: S'han de disparar els zombis mentre la pantalla va avançant, i bloquejar els seus atacs amb un escut.
- Cold Storage: Es controla un ieti que té l'habilitat de penjar-se en molts llocs; d'aquesta manera s'ha d'escalar cada nivell fins a arribar al final, esquivant enemics i perills.
- Icebreaker Gathering: Tercera part de la saga Icebreaker, amb la mateixa mecànica i més elements amb què interactuar.
- Avalanche: Es controla un pingüí que ha d'escapar de l'allau de neu fent snowboard fins a arribar al final de cada nivell.
- Rubble Trouble New York: S'han de destruir els edificis que hi ha a cada nivell amb diferents estris i elements de demolició, per aconseguir el mínim de diners necessaris i així poder passar al següent nivell.
- Skywire VIP: A cada nivell apareixen un o més petits personatges famosos o d'altres jocs de Nitrome i el jugador ha d'escriure el seu nom.
- Blast RPG: S'ha de disparar un cavaller amb un canó amb l'objectiu que arribi el més lluny possible, acabant amb els enemics que es trobi pel camí.
- Tiny Castle: Es controla un cavaller que ha de lluitar contra enemics i resoldre puzles dins un castell que va canviant constantment, per arribar fins a la princesa.
- Chisel: Es controla un robot que té l'objectiu d'excavar el terra de cada nivell per acomplir el percentatge mínim de sòl eliminat.
- Bullethead: Es controlen uns soldats que disparen cap amunt i han d'acabar amb tots els extraterrestres malvats de cada nivell.
- Fault Line: Es controla un robot lila que té el poder de doblegar els escenaris pels punts marcats en aquests; així s'ha d'arribar al final de cada nivell.
- Ribbit: Es controla un ésser que consisteix en un conill i una granota fusionats, que van rebotant sense parar. S'ha d'arribar al final de cada nivell.
- Worm Food: El jugador controla un cuc gegant que pot avançar per dins el terra i que ha de menjar-se tots els habitants de la tribu de cada nivell.
- Squawk: S'ha de guiar un lloro per l'escenari prement unes columnes que el fan avançar fins a elles; d'aquesta manera s'han d'aconseguir els màxims punts possibles, agafant monedes i esquivant perills.
- Temple Glider: Es controla un ocell atrapat dins una tomba egípcia que pot volar i planejar. S'ha d'arribar al final de cada nivell esquivant els perills.
- Sky Serpents: Es controla un jove guerrer nòrdic que té l'objectiu d'acabar amb la serp gegant de cada nivell atacant els seus punts febles amb una daga, esquivant els seus atacs i agafant-se a la serp amb la seva arma.
- Enemy 585: Ambientat en un món que sembla el de Super Mario Bros, el jugador controla una peça feta de blocs anomenada Turner que canvia a cada nivell, amb la qual ha d'ajudar el protagonista, un enemic no eliminat per l'home de la introducció, en venjança d'aquest per haver matat el seu rei.
- Super Treadmill: El jugador controla en Billy, un noi obès que ha d'aprimar-se corrent constantment per una cinta mentre salta per sobre dels obstacles (sofàs, armaris, testos, etc.) que hi van caient.
- Bad Ice Cream: Es controla un gelat que a part de moure's pot crear fileres de blocs de gel, l'objectiu del qual és menjar totes les fruites que van apareixent a cada nivell per poder passar al següent, esquivant els enemics.
- Rush: Joc de carreres en 2D on es controla un corredor que avança constantment i pot canviar la gravetat. La finalitat del joc és arribar el primer a la meta o ser l'últim jugador viu, ja que hi ha obstacles com mines o valles que poden fer mal als jugadors.
- The Bucket: Es controla un peix que duu penjat un cubell amb un os rentador a dins, que ha d'arribar sa estalvi a la meta tot esquivant els perills repartits pel nivell.
- Canary: Es controla un miner volador equipat amb un làser blau amb el qual pot tallar les roques d'una mina per avançar fins al final de cada nivell.
- Test Subject Blue: Es controla un enzim anomenat Blue que a cada nivell ha d'agafar una clau per desactivar la protecció de la pastilla de menjar que marca el final del nivell. L'enzim ha d'eliminar o esquivar els enemics i perills i ajudar-se dels teleportadors verds, mentre és observat pel professor, el seu creador.
- Chisel 2: Segona part de Chisel, amb la mateixa mecànica però diferents nivells i enemics.
- Knight Trap: L'objectiu és dur un cert nombre de cavallers a dalt de tot de cada nivell, esquivant els perills.
- Steamlands: El jugador construeix i controla un tanc amb el qual ha d'eliminar els Pirates, una organització malvada.
- Test Subject Green: Segona part de la saga Test Subject. Té la mateixa mecànica però els nivells i els enemics són nous. A més, incorpora una història més elaborada que Test Subject Blue, en la qual el professor és atacat pel Dr. Nastidious i en Blue és segrestat i dut al laboratori d'aquest.
- Silly Sausage: Es controla un gos molt elàstic que ha de recollir totes les joies de cada nivell per desbloquejar la meta, esquivant els perills.
- Test Subject Arena: Joc multijugador per a dues persones ambientat en els escenaris de la saga Test Subject. S'ha d'eliminar el jugador contrari les vegades com faci falta per guanyar la partida.
- Office Trap: Semblant a Knight Trap, amb la mateixa mecànica, però els cavallers esdevenen treballadors i està ambientat en una empresa, i hi ha perills, obstacles i enemics diferents.
- Rubble Trouble Tokyo: Segona part de la saga Rubble Trouble, aquest cop ambientada a Tokyo. Hi ha nous edificis a enderrocar i nous utensilis a utilitzar.
- Canopy: Es controla un ésser capaç de penjar-se dels arbres amb les mans. Aprofitant aquesta habilitat s'ha d'arribar al final de cada nivell, esquivant els enemics.
- Mega Mash: Es controlen set personatges amb habilitats i control diferents mentre s'avança per diferents tipus d'escenaris en què s'han d'esquivar els perills i enemics per arribar al final del nivell.
- Steamlands Player Pack: Segona part del joc Steamlands amb la mateixa mecànica i nous nivells i armes. Incorpora un creador de nivells.
- Stumped: Es controla un peu que avança constantment. Només es pot girar en el sentit de les agulles del rellotge i d'aquesta manera s'ha d'arribar al final de cada nivell.
- Nitrome Must Die: Joc número 100 de Nitrome. Es controlen un o dos adolescents (segons si es juga o no en multijugador) que tenen com a objectiu destruir la seu de Nitrome. Consta de 100 nivells (70 estàndard, 20 de repte i 10 de boss), i a cadascun s'han d'eliminar tots els enemics per poder passar el següent. En aquest joc, la companyia creadora es satiritza a ella mateixa contínuament.
- Lockehorn: Es controla un ésser que, a cada nivell, ha d'aixafar tots els enemics amb un bloc de gel on hi ha un amic atrapat, per finalment cdescongelar-lo i poder passar al següent nivell.
- Rubble Trouble Moscow: Tercera part de la saga Rubble Trouble amb la mateixa mecànica. Està ambientada a Moscú i hi ha nous nivells i utensilis de demolició.
- Rainbogeddon: Es controla un ésser multicolor que a cada nivell ha d'agafar un nombre mínim de pastilles per passar al següent, esquivant els enemics o eliminant-los amb els poders que apareixen durant el nivell. El joc recorda molt a Pac-Man.
- Swindler: Es controla un ésser fet de llim verd que va penjat d'una corda (tot i que a vegades pot deslligar-se). A cada nivell s'ha d'arribar fins a un cofre, la qual cosa s'aconsegueix girant l'escenari per resoldre els puzles i esquivar el perills i enemics.
- Skywire VIP Extended: Igual que Skywire VIP, però amb nous personatges a endevinar.
- Gunbrick: Es controla un bloc que té quatre costats: amb un dispara, amb un es protegeix, i els altres dos així com el que dispara són vulnerables. S'ha d'arribar al final de cada nivell girant i disparant.
- Cave Chaos 2: Segona part del joc Cave Chaos; es juga igual però hi ha nous nivells a superar i més obstacles i enemics.
- Super Snotput: Seqüela de Snot Put amb el mateix objectiu i gràfics millorats.
- Hot Air Jr: Tercera part de la saga Hot Air, amb la mateixa mecànica. Hi ha nous nivells, enemics i elements amb què interaccionar.
- J-J-Jump: Es controla un petit ésser que té l'objectiu d'escapar de l'aigua que va pujant a cada nivell; cosa que s'aconsegueix recollint objectes que permeten saltar.
- Skywire VIP Shuffle: Cinquè joc de la saga Skywire. Té la mateixa mecànica que Skywire VIP i Skywire VIP Extended, però hi ha nous personatges a endevinar, i els nivells són aleatoris.
- Calamari: Es controla un calamar en un únic nivell en què ha de recollir tantes monedes com pugui per obtenir la puntuació més alta possible abans de morir.
- Turnament: Es controla un cavaller que ha de superar els diferents nivells del joc. Cada cop que el cavaller es mou una posició, els enemics també ho fan i les trampes canvien a la següent fase; això s'ha d'aprofitar per passar al següent nivell.
- Swindler 2: Segona part de Swindler, amb la mateixa mecànica i nous obstacles i enemics.
- Ice Beak: El jugador controla un ocell capaç de disparar gel, habilitat que s'ha d'utilitzar per apagar el foc, eliminar els enemics i arribar al final de cada nivell.
- Bad Ice-Cream 2: Seqüela de Bad Ice Cream que es juga igual i consta de nous nivells i enemics.
- Plunger: Es controla en Plunger, un robot capaç d'allargar els seus braços i desplaçar-se per la seva extensió. Amb aquesta habilitat s'han d'esquivar els enemics, obstacle i arribar al final dels diferents nivells.
- Super Stock Take: Es controla un ximpanzé que ha de recollir un o més objectes a cada nivell per completar-lo, agafant caixes i plataformes de fusta i apilant-les de manera que es pugui avançar pel nivell.
- B.C. Bow Contest: Joc de tir amb arc en 2D on el jugador ha de disparar fletxes a dianes en diferents escenaris amb diversos obstacles, per guanyar rondes i copes.
- Test Subject Complete: Tercera i final part de la saga Test Subject. Canvia una mica la mecànica, ja que en Blue ara posseeix una nova armadura capaç de caminar pels sostres, tot i que els portals es mantenen intactes i hi ha nivells, enemics i puzles nous. La història té molta importància: en Blue ha d'escapar de la gàbia on és atrapat pel Dr. Nastidious i travessar el seu laboratori per trobar el Professor, que és l'únic capaç d'aturar definitivament el científic malvat i destruir la seva base.
- Colourblind: Es controla en Right Eye (Ull Dret), que té l'objectiu de trobar i derrotar un Núvol Pirata que ha segrestat la seva xicota Left Eye (Ull Esquerre), l'única capaç de veure els colors. Per fer-ho, ha de superar cada nivell ajudant-se dels colors que troba (ja que ell ja no pot veure'ls) en pinzells i paletes, que "activen" diferents obstacles i enemics, però també els elements necessaris per completar cada nivell.
- Oodlegobs: Es controlen un o més Oodlegobs, uns cucs que constitueixen un virus informàtic infiltrat a l'ordinador central de MewTube (una pàgina on es poden veure vídeos de gats que té obsessionada a la gent) per tal de destruir la pàgina i que han d'arribar al final de cada nivell ajudant-se mútuament, ja que n'hi ha una gran quantitat.
- Test Subject Arena 2: Seqüela de Test Subject Arena, amb la mateixa mecànica multijugador. S'han afegit nous personatges i escenaris diferents, i un mode d'un sol jugador en què aquest ha de destruir tantes dianes com pugui abans que s'acabi el temps.
- Cheese Dreams New Moon: Segona part de Cheese Dreams amb la mateixa mecànica i nous nivells. En alguns nivells s'han de rescatar altres planetes que també han estat tancats dins la nau, i dur-los fins a la meta de diferents maneres.
- Bad Ice Cream 3: Tercera part de la saga Bad Ice Cream, amb la mateixa mecànica i nous nivells, obstacles i enemics.
- changeType(): Es controla un personatge que té l'objectiu d'arribar a la meta de cada nivell. Per fer-ho, disposa d'unes ulleres que li permeten seleccionar dos elements diferents de l'escenari i intercanviar-ne les propietats.
- Ditto: Plataformes ambiental en què es controla una noia que ha de superar diferents nivells per aconseguir sortir del lloc on és atrapada. Pels escenaris hi ha uns miralls que la reflecteixen, i el seu reflex l'ajuda a superar els nivells, ja que pot interactuar amb l'entorn de la mateixa manera que el personatge real.

## Treballadors
Nitrome va començar amb dos treballadors, Mat Annal i Heather Stancliffe, però actualment hi treballen 10 persones. La majoria dels jocs es creen en dos equips, un crea l'art i l'altre s'encarrega de la programació. El disseny del joc i les idees són compartides entre els dos equips. Finalment, s'afegeix la música. Normalment el temps de creació de cada joc és d'un mes, i tots els jocs són supervisats per Mat i Heather.
| Nom                | Art | Disseny | Idees de Joc | Música | Programació |
| ------------------ | --- | ------- | ------------ | ------ | ----------- |
| Mat Annal          | Sí  | Sí      | Sí           | No     | No          |
| Heather Stancliffe | No  | Sí      | No           | No     | Sí          |
| Lee Nicklen        | No  | No      | No           | Sí     | No          |
| Simon Hunter       | Sí  | Sí      | Sí           | Sí     | No          |
| Chris Burt-Brown   | No  | Sí      | No           | No     | Sí          |
| Dave Cowen         | Si  | Sí      | Sí           | Sí     | No          |
| Aaron Steed        | No  | Sí      | No           | No     | Sí          |
| Jon Annal          | Sí  | Sí      | No           | No     | No          |
| Markus Heinel      | Sí  | Sí      | Sí           | No     | No          |
| Carl Trelfa        | No  | No      | No           | No     | Sí          |

## Publicitat i manteniment del lloc
Com que els jocs del web són gratuïts, Nitrome rep els seus guanys gràcies a la publicitat d'altres llocs web (pàgines de jocs online, publicitat en el joc...). Durant un temps es va afegir als jocs més recents el sistema Mochicoins, que involucrava la companyia Mochimedia. Aquest sistema permetia que l'usuari pagués per diferents aspectes afegits al joc. Tot i així, des de fa un temps, aquest sistema no és vigent i tots els jocs tenen totes les seves característiques de manera gratuïta.